# Caluma
Caluma – miasto w Ekwadorze, w prowincji Bolívar, stolica kantonu Caluma.